# Джони Уинтър
Джони Уинтър (на английски: Johnny Winter) е американски китарист, певец и музикален продуцент.
Известен е с характерния си южняшки блус и рокендрол стил, както и с външния си вид (роден е с албинизъм). Списание „Ролинг Стоун“ го поставя на 74-то място сред стоте най-велики китаристи на всички времена през 2003 г.

## Биография
Джони Уинтър е роден в Бомонт, щата Тексас, на 23 февруари 1944 г. Той и по-малкият му брат Едгар Уинтър още от ранна възраст са поощрявани от своите родители да се занимават с музика. И двамата са родени с албинизъм. Баща им Джон Доусън Уинтър, родом от Лиланд в мисисипската Делта, свири на саксофон и китара и пее в църкви, на сватби и при други събития. Когато Джони е на 10 години, двамата с брат му участват в местно детско представление, където пеят песни на „Евърли Брадърс“, а Джони свири на укулеле.
Уинтър прави първия си запис на 15-годишна възраст, когато групата му „Джони енд дъ Джамърс“ пуска песента School Day Blues с лейбъла „Хюстън“. През този период той има възможността да слуша на живо изпълненията на класически блус изпълнители като Мъди Уотърс, Би Би Кинг и Боби Бланд. Запознава се с Рой Хед и през 1967 година записва с неговата група „Трейтс“ сингъла Tramp (с Parchman Farm на задната страна). През 1968 година базираните в Остин „Сонобийт Рекърдс“ издават първия му албум The Progressive Blues Experiment.
По време на концертно изпълнение през 1968 година е забелязан от представители на „Кълъмбия Рекърдс“, които му предлагат договор и издават и промотират няколко успешни албума, които му донасят широка известност.
Джони Уинтър умира на 16 юли 2014 г. в Цюрих.